# NGC 7192
NGC 7192 ist eine elliptische Galaxie mit aktivem Galaxienkern vom Hubble-Typ E1 im Sternbild Indianer am Südsternhimmel. Sie ist schätzungsweise 129 Millionen Lichtjahre von der Milchstraße entfernt und hat einen Durchmesser von etwa 75.000 Lichtjahren. Gemeinsam mit vier weiteren Galaxien bildet sie die kleine NGC 7192-Gruppe (LGG 452).
Im selben Himmelsareal befinden sich u. a. die Galaxien NGC 7179, NGC 7191, NGC 7199, IC 5165.
Das Objekt wurde am 22. Juni 1835 von John Herschel entdeckt.

## NGC 7192-Gruppe (LGG 452)
| Galaxie   | Alternativname | Entfernung/Mio. Lj |
| --------- | -------------- | ------------------ |
| NGC 7192  | PGC 68057      | 129                |
| NGC 7179  | PGC 67995      | 129                |
| NGC 7191  | PGC 68059      | 127                |
| NGC 7219  | PGC 68312      | 127                |
| PGC 68473 | ESO 108-043    | 133                |